# Miconia pittieri
Miconia pittieri är en tvåhjärtbladig växtart som beskrevs av Célestin Alfred Cogniaux. Miconia pittieri ingår i släktet Miconia och familjen Melastomataceae.
Artens utbredningsområde är Costa Rica. Inga underarter finns listade i Catalogue of Life.